# Deboo
Deboo of Deböö is een plaats aan de Gran Rio in Suriname. Het ligt tussen Kajana (stroomopwaarts) en Godowatra (stroomafwaarts). De naam van het dorp betekent Ik ben vrij.
Het dorp ligt in het Langugebied. Er is een stroomvoorziening door middel van een lichtmotor in het nabij gelegen Kajana.
Deboo en Godowatra staan bekend om de gestileerde houten beelden bij de offerplaatsen.
Abenaston · Adawai · Akisiaman · Akwaukondre · Amakakondre · Asenbaso · Asidonhopo · Aurora · 
Begoeba · Begoon · Bekiokondre · Bendikwai · Bendiwata · Biudoematoe  · Bofokoele · Botopasi ·
Dan · Dangogo · Daume · Debikè · Deboo · Djemongo · Djoemoe · Duwatra ·
Foetoenakaba · Gingiston · Goddo · Godowatra · Goejaba · Gran Slee · Grantatai · Gunsi ·
Heikoenoenoe · Jawjaw ·
Kaajapati · Kajana · Kambaloea · Kampoe · Koonoo · Kuututen ·
Ladouanie · Lespansi · Ligorio · Malobi · Malroseekondre · Masiakriki · Moitori ·
Nazaleti · Nieuw-Aurora · Padalafanti · Pambo Oko · Pikin Slee · Pingpe · Pokigron ·
Saloebanga · Semoisi · Soolan · Stonhoekoe · Tjaikondre · Toemaripa · Toetoeboeka